# 바텔 (영화)
《바텔》(Vatel)은 벨기에에서 제작된 롤랑 조페 감독의 2000년 드라마 영화이다. 제라르 드빠르디유 등이 주연으로 출연하였고 알랭 골드만 등이 제작에 참여하였다. 이 영화는 17세기의 프랑스 셰프 프랑스 바텔(François Vatel)의 삶에 기반을 두고 있으며 미술상에 지명되었다. 이 영화는 2000년 칸 영화제에서 개봉되었다.

## 출연

### 주연
- 제라르 드빠르디유
- 우마 서먼
- 팀 로스

### 조연
- 티모시 스폴
- 줄리안 글로버
- 줄리안 샌즈
- 머레이 라흐란 영
- 하이웰 베네트

## 기타
- 공동제작: 티모시 버릴
- 협력프로듀서: 캐서린 모리즈
- 미술: 세실리아 몬티엘
- 미술: 진 라바세
- 의상: 이본느 사시 드 네슬
- 배역: 카렌 린제이 스튜어트
- 배역: 제라르 모우레브리에르

## 한국어 더빙 성우진(SBS, 2005년 3월 18일)
- 장광 - 바텔 (제라르 드빠르디유)
- 윤소라 - 안느 (우마 서먼)
- 김태훈 - 콩터 (줄리안 글로버)
- 손원일 - 로생 (팀 로스)
- 김관진 - 구르빌 (티모시 스폴)
- 기경옥
- 이진화
- 이봉준
- 성완경
- 이장원
- 김지혜
- 표영재
- 위훈